# Serrat de l'Oratori
El Serrat de l'Oratori és una serra situada al municipi de Montferrer i Castellbò a la comarca de l'Alt Urgell, amb una elevació màxima de 1.734 metres.